# Фіцалович Христина Павлівна
Фіцалович Христина Павлівна (1 червня 1938 року, м. Калуш — 18 серпня 2020) — театральная актриса, професор кафедри сценічного мистецтва і хореографії Навчально-наукового інституту мистецтв Прикарпатського національного університету імені Василя Стефаника. Народна артистка Української РСР (1984).

## Життєпис
Народилася Христина Павлівна Фіцалович 01 червня 1938 року у м. Калуші, Івано-Франківської області. Батьки: Павло Миколайович Келебай та мати Стефанія Келебай (Хащівська). У сім'ї було четверо дітей — брат та три сестри. З 1945 по 1955 навчається в середній школі № 1 міста Калуша. У школі бере участь у художній самодіяльності, співає в хорі та вокальних ансамблях. Ще в шкільні роки отримує пісенну роль — образ Наталки в п'єсі Котляревського Івана «Наталка Полтавка».
У 1955 році Христина Келебай запрошують для кінопроб для студії О.Довженка «Долина синіх скель», але нестача акторського досвіду не дозволила мріям збутися.
Після закінчення школи Христина здає документи в Станіславський (Івано-Франківський) медичний інститут, але побачивши оголошення про те, що музичне училище ще також набирає студентів саме в цей період, самостійно вирішує спробувати свої сили. І в 1956 року поступає на деригентський відділ тодішнього Станіславського музичного училища.
Серед педагогів в училищі були знані та відомі музиканти, а саме — Микола Іванович Білан, Юрій Іванович Новодворський, Андрій Романович Ставничий, Любомира Яросевич. Проте особливо тепло Христина сприйняла вчительку вокального мистецтва Божену Андріївну Антоневич — учиницю славнозвісної Соломії Крушельницької. Вона стала для юної Христини не лише зразком педагога, співачки, а й людини — інтелігентної, урівноваженої, ерудованої. Вихована на традиціях львівської мистецької школи, Божена Антоневич всі свої знання і вміння передавала студентам. Саме Божена Андріївна стала консультантом для Христини на всю подальшу професійну діяльність. В 1958 році Христина Келебай одружилась з Іваном Фіцаловичем, віолончелістом, керівником струнного квартету Станіславської обласної філармонії. В 1959 році, навчаючись на чевертому курсі, Христина Фіцалович народила доньку Наталію.
У 1960 році Христина Фіцалович отримує призначення на роботу до обласної філармонії на посаду солістки-вокалістки. У філармонії співає різножанрові твори: класичні арії та романси, народні, ліричні та жартівливі сучасні пісні. Крім того пробує себе в естрадному профілі — стає солісткою вокального ансамблю, з яким концертує містами республік Середньої Азії (Казахстан, Узбекистан, Киргизстан, Таджикистан). Також Христина Фіцалович часто їздить на гастролі в міста Російської РФСР із Гуцульским ансамблем.
Саме в Івано-Франківській філармонії, на одному з концертів її помічає головний режисер обласного театру Євген Аристархович Гречук, відчувши, що справжнім покликанням цієї співачки є сцена. Він запрошує її на роль Любаші в опереті "Севастопольський вальс". і ось з 1963 року взяв початок новий творчий театральний етап життя Христини Фіцалович. Івано-Франківський академічний обласний музично-драматичний театр імені Івана Франка став для актриси другим рідним домом. Тут вона зіграла велику кількість ролей, зростала професійно, зростав і її авторитет, слава та повага. Підсумком цього стала і висока відзнака: Христині Фіцалович присваїли почесне звання народної артистки Української РСР 27 січня 1984 року.

## Основні театральні ролі
- «Цирк засвічує вогні» Ю. Мілютін, Я Зіскінд — Глорія, 1963
- «Поцілунок Чаніти» — Анжела, 1963
- «Тарас Бульба» М.Гоголь — Фатьма, 1963
- "У неділю рано зілля копала" — Мавра, 1988
- «Камінна душа» Івана Франка — Маруся-попівна, 1964
- «Іспанці» — Емілія, 1965
- «Наталка Полтавка» — Наталка, 1966
- «Циганка Аза» — Аза, 1966
- «Інга повинна жити» — Інга, 1967
- «Ой, не ходи, Грицю» М. Старицький — Галина, 1967
- «Полярна зірка» — Інка, 1968*
- «Неосвячене кохання» — Маруся, 1968
- «Хоч з мосту та й воду» — Зізі, 1968
- «Майська ніч» — Галя, 1968
- «Під каштанами Праги» — Божена, 1969
- «Катерина» Т.Шевченко — Катерина, 1969
- «Бравий солдат Швейк» 1969
- «Гірська балада» — Галя, 1969
- «Помста» — Грушенька, 1970
- «Жіночий бунт» — Настя, 1970
- «Де тирса шелестіла» — Ярина, 1970
- «Солдатська вдова» — Марійка, 1971
- «Кажан» Й. Штраус — Розалінда, 1972
- «Роксолана» — Роксолана, 1972
- «Безталанна» — Софія, 1973
- «Віва, Куба» — Росіта, 1974
- «Для домашнього вогнища» І. Франко — Анеля, 1974
- «Роз-Марі» — Роз-Марі, 1975
- «Весілля в Малинівці» — Софія, 1977
- «Справа Віктора Руденка» — Катерина Захарівна, 1978
- «Данило Галицький» — Княгиня Анна, 1978
- «Денис Січинський» — Марта, 1980
- «Запорожець за Дунаєм» — Одарка, 1982
- «Стіна» Ю. Щербак — Княгина Вавара, 1985
- «Роза вітрів» В. Луковський — Ліза, 1988
- «Циганський барон» Й. Штраус — Чіпра, 1989
- «Шрами на скелі» Р. Іваничук — Ольга Хоружинська, 1990
- «Гетьман Дорошенко» Л. Черняхівська-Старицька — Мати Україна, 1991
- «Шлях у безсмертя» за Т.Шевченко — Катерина, 1992
- «Голодомор 1933 року» за В. Маником — Марфа, 1993
- «Іконостас України» В. Вовк — Княгиня Ольга, 1994